# Lekkoatletyka na Letnich Igrzyskach Olimpijskich 1936 – bieg na 200 m mężczyzn

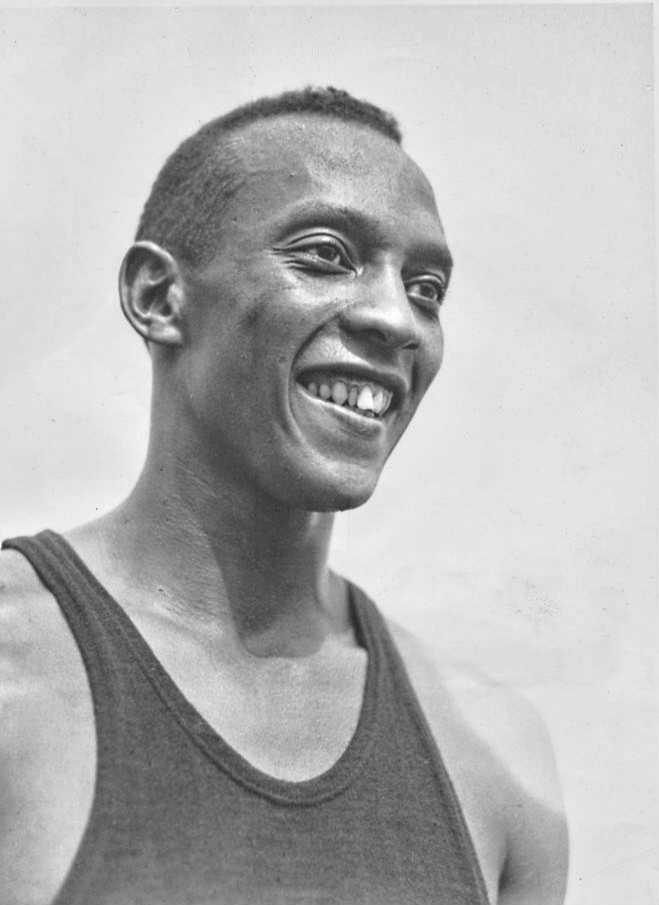
Jesse Owens

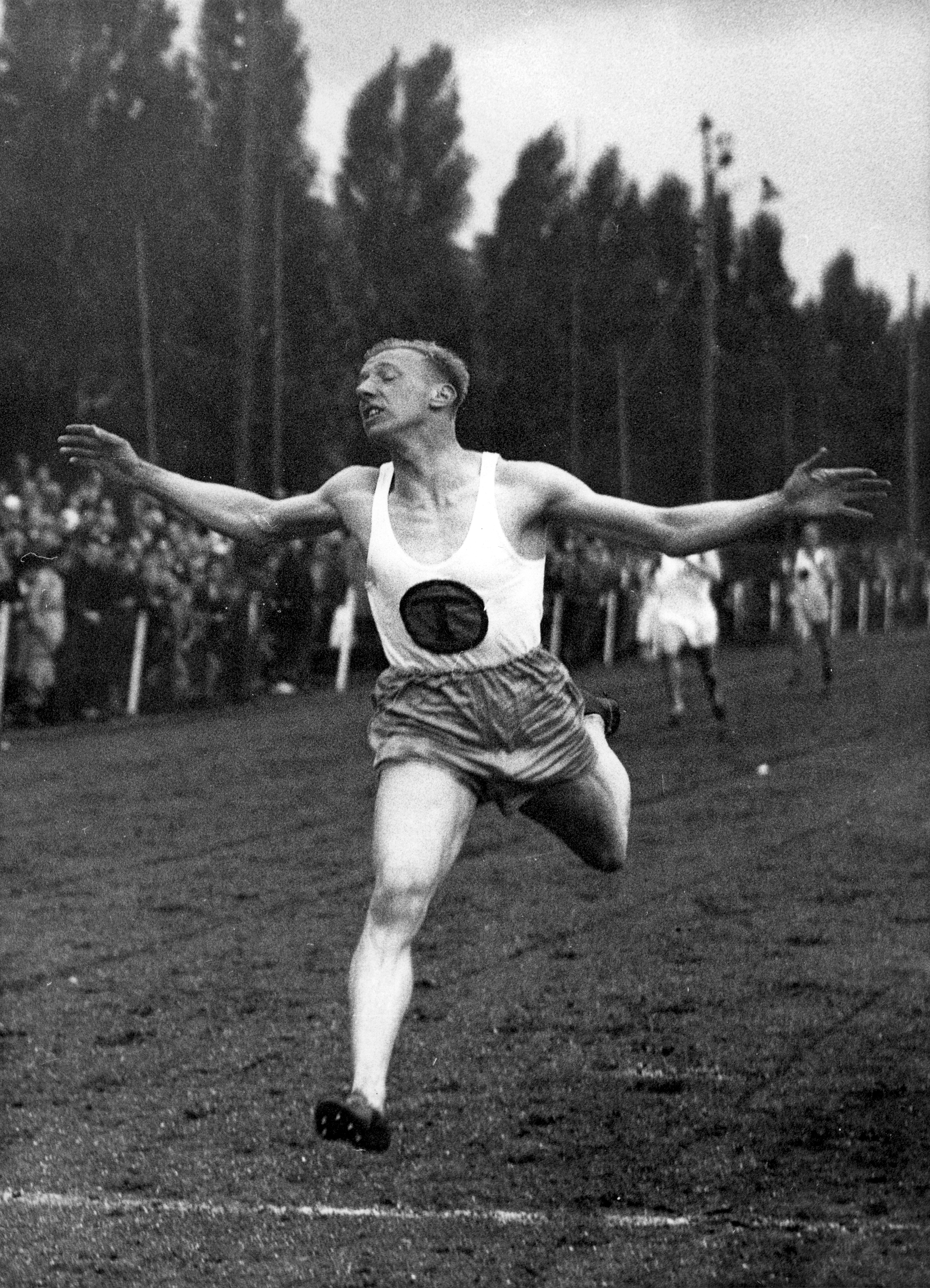
Tinus Osendarp

Bieg na 200 metrów mężczyzn był jedną z konkurencji rozgrywanych podczas XI Letnich Igrzysk Olimpijskich. Biegi zostały rozegrane w dniach 4 i 5 sierpnia 1936 roku na Stadionie Olimpijskim w Berlinie. Wystartowało 44 zawodników z 22 krajów. Zwycięzca Jesse Owens ustanowił w finale nieoficjalny rekord świata z czasem 20,7 s.

## Rekordy
|                   | Zawodnik            | Wynik | Uwagi             | Miejsce     | Data                  |
| ----------------- | ------------------- | ----- | ----------------- | ----------- | --------------------- |
| Rekord świata     | Jesse Owens         | 20,3  | Prosta bieżnia    | Ann Arbor   | 25 maja 1935(dts)     |
| Rekord świata     | Helmut Körnig       | 21,0  | Bieżnia z wirażem | Bochum      | 26 sierpnia 1928(dts) |
| Rekord świata     | Ralph Metcalfe      | 21,0  | Bieżnia z wirażem | Berlin      | 6 sierpnia 1933(dts)  |
| Rekord świata     | Robert Rodenkirchen | 21,0  | Bieżnia z wirażem | Cambridge   | 26 czerwca 1936(dts)  |
| Rekord świata     | Jesse Owens         | 21,0  | Bieżnia z wirażem | Nowy Jork   | 17 lipca 1936(dts)    |
| Rekord olimpijski | Eddie Tolan         | 21,2  | Bieżnia z wirażem | Los Angeles | 3 sierpnia 1932(dts)  |

## Terminarz
| Data            |              | Godzina |
| --------------- | ------------ | ------- |
| 4 sierpnia 1936 | Eliminacje   | 10:30   |
| 4 sierpnia 1936 | Ćwierćfinały | 15:30   |
| 5 sierpnia 1936 | Półfinały    | 15:00   |
| 5 sierpnia 1936 | Finał        | 18:00   |

## Wyniki

### Eliminacje
Z każdego z 8 biegów do ćwierćfinału awansowało po trzech najlepszych zawodników.

#### Bieg 1
| Poz. | Zawodnik            | Reprezentacja | Czas | Uwagi |
| ---- | ------------------- | ------------- | ---- | ----- |
| 1.   | Wil van Beveren     | Holandia      | 21,4 | Q     |
| 2.   | Tomás Beswick       | Argentyna     | 22,1 | Q     |
| 3.   | Mutsuo Taniguchi    | Japonia       | 22,2 | Q     |
| 4.   | Antonio Salcedo     | Filipiny      |      |       |
| 5.   | José de Almeida     | Brazylia      |      |       |
| 6.   | Aristidis Sakelariu | Grecja        |      |       |
| –    | Alfonz Kovačić      | Jugosławia    | DNS  |       |

#### Bieg 2
| Poz. | Zawodnik           | Reprezentacja   | Czas | Uwagi |
| ---- | ------------------ | --------------- | ---- | ----- |
| 1.   | Tinus Osendarp     | Holandia        | 21,7 | Q     |
| 2.   | Egon Schein        | III Rzesza      | 22,0 | Q     |
| 3.   | Alan Pennington    | Wielka Brytania | 22,1 | Q     |
| 4.   | Masao Yazawa       | Japonia         | 22,4 |       |
| 5.   | Pierre Dondelinger | Francja         |      |       |
| 6.   | Xaver Frick        | Liechtenstein   |      |       |
| –    | Julije Bauer       | Jugosławia      | DNS  |       |

#### Bieg 3
| Poz. | Zawodnik           | Reprezentacja     | Czas | Uwagi |
| ---- | ------------------ | ----------------- | ---- | ----- |
| 1.   | Jesse Owens        | Stany Zjednoczone | 21,1 | Q     |
| 2.   | Lee Orr            | Kanada            | 21,6 | Q     |
| 3.   | Karl Neckermann    | III Rzesza        | 21,8 | Q     |
| 4.   | Arthur Sweeney     | Wielka Brytania   | 22,1 |       |
| 5.   | Nemesio de Guzman  | Filipiny          | 22,9 |       |
| 6.   | Gunnar Christensen | Dania             |      |       |
| –    | Antonio Cuba       | Peru              | DNS  |       |

#### Bieg 4
| Poz. | Zawodnik      | Reprezentacja | Czas | Uwagi |
| ---- | ------------- | ------------- | ---- | ----- |
| 1.   | Bruce Humber  | Kanada        | 22,1 | Q     |
| 2.   | Gyula Gyenes  | Węgry         | 22,1 | Q     |
| 3.   | Felix Rinner  | Austria       | 22,4 | Q     |
| 4.   | Paul Bronner  | Francja       | 22,6 |       |
| 5.   | Cheng Jinguan | Chiny         |      |       |
| –    | Darko Dremil  | Jugosławia    | DNS  |       |
| –    | Bunta Suzuki  | Japonia       | DNS  |       |

#### Bieg 5
| Poz. | Zawodnik           | Reprezentacja     | Czas | Uwagi |
| ---- | ------------------ | ----------------- | ---- | ----- |
| 1.   | Paul Hänni         | Szwajcaria        | 21,9 | Q     |
| 2.   | Renos Frangudis    | Grecja            | 22,1 | Q     |
| 3.   | József Sír         | Węgry             | 22,2 | Q     |
| 4.   | Fu Jincheng        | Chiny             |      |       |
| 5.   | Pat Dannaher       | Południowa Afryka |      |       |
| –    | Leopold Quittan    | Austria           | DNS  |       |
| –    | Lennart Strandberg | Szwecja           | DNS  |       |

#### Bieg 6
| Poz. | Zawodnik             | Reprezentacja     | Czas | Uwagi |
| ---- | -------------------- | ----------------- | ---- | ----- |
| 1.   | Marthinus Theunissen | Południowa Afryka | 21,7 | Q     |
| 2.   | Howard McPhee        | Kanada            | 21,8 | Q     |
| 3.   | Börje Strandvall     | Finlandia         | 22,6 | Q     |
| 4.   | George Fahoum        | Królestwo Egiptu  |      |       |
| 5.   | Liu Changchun        | Chiny             |      |       |
| 6.   | Antonio Fondevilla   | Argentyna         |      |       |

#### Bieg 7
| Poz. | Zawodnik         | Reprezentacja     | Czas | Uwagi |
| ---- | ---------------- | ----------------- | ---- | ----- |
| 1.   | Bob Packard      | Stany Zjednoczone | 21,2 | Q     |
| 2.   | Eric Grimbeek    | Południowa Afryka | 21,8 | Q     |
| 3.   | Albert Steinmetz | III Rzesza        | 21,9 | Q     |
| 4.   | Eric Whiteside   | Indie Brytyjskie  |      |       |
| –    | Elias Gutiérrez  | Kolumbia          | DNS  |       |
| –    | Cyril Holmes     | Wielka Brytania   | DNS  |       |
| –    | Gianni Caldana   | Włochy            | DNS  |       |

#### Bieg 8
| Poz. | Zawodnik             | Reprezentacja     | Czas | Uwagi |
| ---- | -------------------- | ----------------- | ---- | ----- |
| 1.   | Matthew Robinson     | Stany Zjednoczone | 21,6 | Q     |
| 2.   | Aki Tammisto         | Finlandia         | 22,2 | Q     |
| 3.   | Carlos Hofmeister    | Argentyna         | 22,3 | Q     |
| 4.   | Dieudonné Devrindt   | Belgia            |      |       |
| 5.   | Mario Minai          | Węgry             |      |       |
| 6.   | Alfred König         | Austria           |      |       |
| –    | José Domingo Sánchez | Kolumbia          | DNS  |       |

### Ćwierćfinały
Do półfinału z każdego ćwierćfinału awansowało trzech najlepszych zawodników.

#### Bieg 1
| Poz. | Zawodnik      | Reprezentacja     | Czas | Uwagi |
| ---- | ------------- | ----------------- | ---- | ----- |
| 1.   | Lee Orr       | Kanada            | 21,2 | Q     |
| 2.   | Paul Hänni    | Szwajcaria        | 21,3 | Q     |
| 3.   | Bob Packard   | Stany Zjednoczone | 21,3 | Q     |
| 4.   | József Sír    | Węgry             | 21,6 |       |
| 5.   | Egon Schein   | III Rzesza        | 21,7 |       |
| 6.   | Tomás Beswick | Argentyna         |      |       |

#### Bieg 2
| Poz. | Zawodnik             | Reprezentacja     | Czas | Uwagi |
| ---- | -------------------- | ----------------- | ---- | ----- |
| 1.   | Wil van Beveren      | Holandia          | 21,7 | Q     |
| 2.   | Marthinus Theunissen | Południowa Afryka | 21,9 | Q     |
| 3.   | Bruce Humber         | Kanada            | 22,1 | Q     |
| 4.   | Renos Frangudis      | Grecja            |      |       |
| 5.   | Mutsuo Taniguchi     | Japonia           |      |       |
| 6.   | Carlos Hofmeister    | Argentyna         |      |       |

#### Bieg 3
| Poz. | Zawodnik         | Reprezentacja     | Czas   | Uwagi |
| ---- | ---------------- | ----------------- | ------ | ----- |
| 1.   | Jesse Owens      | Stany Zjednoczone | 21,1 w | Q     |
| 2.   | Howard McPhee    | Kanada            | 21,8 w | Q     |
| 3.   | Eric Grimbeek    | Południowa Afryka | 21,9 w | Q     |
| 4.   | Aki Tammisto     | Finlandia         | 22,0 w |       |
| 5.   | Felix Rinner     | Austria           |        |       |
| –    | Albert Steinmetz | III Rzesza        | DSQ    |       |

#### Bieg 4
| Poz. | Zawodnik         | Reprezentacja     | Czas | Uwagi |
| ---- | ---------------- | ----------------- | ---- | ----- |
| 1.   | Matthew Robinson | Stany Zjednoczone | 21,2 | Q     |
| 2.   | Tinus Osendarp   | Holandia          | 21,3 | Q     |
| 3.   | Karl Neckermann  | III Rzesza        | 21,6 | Q     |
| 4.   | Gyula Gyenes     | Węgry             |      |       |
| 5.   | Börje Strandvall | Finlandia         |      |       |
| –    | Alan Pennington  | Wielka Brytania   | DNS  |       |

### Półfinały
Z każdego z półfinałów do finału awansowało trzech najlepszych zawodników.

#### Bieg 1
| Poz. | Zawodnik         | Reprezentacja     | Czas   | Uwagi |
| ---- | ---------------- | ----------------- | ------ | ----- |
| 1.   | Matthew Robinson | Stany Zjednoczone | 21,1 w | Q     |
| 2.   | Lee Orr          | Kanada            | 21,3 w | Q     |
| 3.   | Wil van Beveren  | Holandia          | 21,5 w | Q     |
| 4.   | Bob Packard      | Stany Zjednoczone | 21,6 w |       |
| 5.   | Karl Neckermann  | III Rzesza        | 21,8 w |       |
| 6.   | Eric Grimbeek    | Południowa Afryka | 22,2 w |       |

#### Bieg 2
| Poz. | Zawodnik             | Reprezentacja     | Czas | Uwagi |
| ---- | -------------------- | ----------------- | ---- | ----- |
| 1.   | Jesse Owens          | Stany Zjednoczone | 21,3 | Q     |
| 2.   | Tinus Osendarp       | Holandia          | 21,5 | Q     |
| 3.   | Paul Hänni           | Szwajcaria        | 21,6 | Q     |
| 4.   | Marthinus Theunissen | Południowa Afryka | 21,8 |       |
| 5.   | Bruce Humber         | Kanada            | 22,0 |       |
| 6.   | Howard McPhee        | Kanada            | 22,0 |       |

### Finał
| Poz. | Zawodnik         | Reprezentacja     | Czas | Uwagi |
| ---- | ---------------- | ----------------- | ---- | ----- |
| 1.   | Jesse Owens      | Stany Zjednoczone | 20,7 | [ 1 ] |
| 2.   | Matthew Robinson | Stany Zjednoczone | 21,1 |       |
| 3.   | Tinus Osendarp   | Holandia          | 21,3 |       |
| 4.   | Paul Hänni       | Szwajcaria        | 21,6 |       |
| 5.   | Lee Orr          | Kanada            | 21,6 |       |
| 6.   | Wil van Beveren  | Holandia          | 21,9 |       |